# Macroscelides flavicaudatus
Chuột chù voi tai tròn Namib (Danh pháp khoa học: Macroscelides flavicaudatus) là một loài chuột chù voi trong họ Macroscelididae thuộc bộ chuột chù voi (Macroscelidea). Chúng là mới được phát hiện tại trung tâm của sa mạc Namib thuộc miền nam của Namibia. 

## Khám phá
Macroscelides flavicaudatus được mô tả lần đầu tiên bởi Lundholm với danh pháp: Macroscelides proboscideus flavicaudatus như là một phân loài của Macroscelides proboscideus. Các mẫu loại đã được thu thập bởi các phòng thí nghiệm nghiên cứu bệnh dịch hạch của Viện Nam Phi cho nghiên cứu y tế ở Namibia. Nó được phân biệt bởi màu sắc nhẹ hơn lông của nó so với chín phân loài khác của M. proboscideus trước đây đã được mô tả; trong khi Corbet và Hanks bác bỏ sự thay đổi, họ giữ lại M. p. flavicaudatus. Sau khi phân tích di truyền và hình thái học, Dumbacher đã nhận thấy rằng hai phân loài là khác nhau đáng kể, và ông ta đề xuất nâng cao đến cấp bậc của loài.